# Phyllophaga plena
Phyllophaga plena är en skalbaggsart som beskrevs av Henry Clinton Fall 1932. Phyllophaga plena ingår i släktet Phyllophaga och familjen Melolonthidae. Inga underarter finns listade i Catalogue of Life.